# 東海警察署 (江原特別自治道)
東海警察署（トンへけいさつしょ）は、江原地方警察庁所管の警察署である。

## 管轄区域
- 東海市

## 沿革
- 1980年4月1日 -　開設。江陵警察署と三陟警察署から東海市内にある支署を当警察署に移管。

## 管轄地区隊
- 泉谷地区隊
- 北三地区隊
- 墨湖地区隊

## 管轄派出所
- 北坪派出所

## 管轄治安センター
- 松亭治安センター
- 釜谷治安センター
- 望祥治安センター